# Fatty détective amateur
Pour plus de détails, voir Fiche technique et Distribution.
Fatty détective amateur (The Dollar a Year Man) est un film muet américain réalisé par James Cruze et sorti en 1921.

## Synopsis
Le blanchisseur Franklin Pinney est le propriétaire du seul bateau à moteur du Yach club de Santa Fe. Les membres du club lui demandent de ne pas assister à la visite d'un prince. Il le rencontre cependant, et se rend compte qu'un groupe d'anarchiste a projeté son enlèvement. Il déjoue le complot, est invité à la réception, et le père de son amie accepte leur mariage.

## Fiche technique
- Titre original : The Dollar a Year Man
- Réalisation : James Cruze
- Scénario : Walter Woods (en)
- Producteurs : Adolph Zukor, Jesse Lasky
- Photographie : Karl Brown
- Distributeur : Paramount Pictures
- Genre : Comédie
- Durée : 5 bobines[2]
- Date de sortie :
  - États-Unis : 3 avril 1921

## Distribution

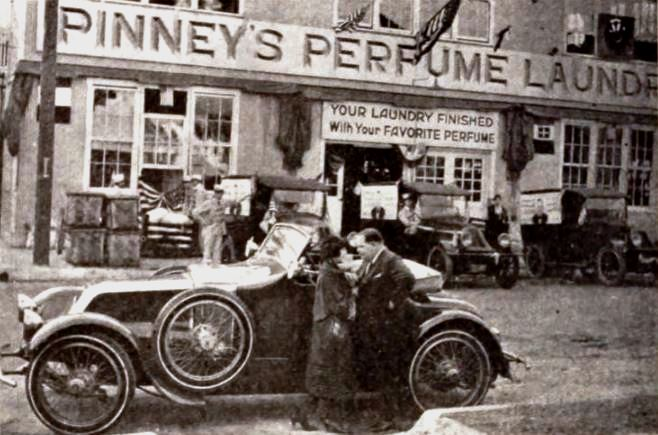
Une scène du film.

- Roscoe 'Fatty' Arbuckle : Franklin Pinney
- Lila Lee : Peggy Bruce
- Winifred Greenwood : Kate Connelly
- J.M. Dumont : Tipson Blair
- A. Edward Sutherland : The Prince
- Edwin Stevens : Colonel Bruce
- Henry Johnson : General Oberano